# Провинстаун (Масачусетс)
Провинстаун (енгл. Provincetown) насељено је место без административног статуса у америчкој савезној држави Масачусетс.

## Демографија
По попису из 2010. године број становника је 2.642, што је 550 (-17,2%) становника мање него 2000. године.
| Група             | 2000.         | 2010.         |
| Белци             | 2.751 (86,2%) | 2.334 (88,3%) |
| Афроамериканци    | 239 (7,5%)    | 111 (4,2%)    |
| Азијати           | 16 (0,5%)     | 16 (0,6%)     |
| Хиспаноамериканци | 67 (2,1%)     | 122 (4,6%)    |
| Укупно            | 3.192         | 2.642         |